# ECPAT
ECPAT (англ. End Child Prostitution in Asian Tourism — Покончим с детской проституцией в азиатском туризме) — неправительственная некоммерческая общественная организация и международная сеть организаций, посвящённая борьбе с сексуальной эксплуатацией детей. Она борется с четырьмя основными проявлениями сексуальной эксплуатации:
- детской порнографией,
- эксплуатацией детей в целях проституции,
- торговлей детьми
- и сексуальной эксплуатацией детей

в сфере путешествий и туризма.
ECPAT состоит из секретариата и 80 организаций-членов в 74 странах. Её возникновение связывают с проблемой секс-туризма граждан западных стран в странах Юго-Восточной Азии для сексуальной эксплуатации детей. По мнению специалистов, организация ECPAT имеет репутацию одной из самых влиятельных групп, противостоящих распространению детской проституции. В 1990-х годах именно эта организация способствовала резонансу и освещению этой проблемы в центральных СМИ.